# Silversand
Silversand ist ein hauptsächlich instrumentales Album von Sigi Schwab und Percussion Academia. Es wurde im Mai 1985 in den Union Studios in München aufgenommen und im selben Jahr auf CD veröffentlicht.

## Stilistisches
Die Platte war nach Rondo A Tre (1983) die zweite Produktion des Trios. Kennzeichnend ist die Weiterentwicklung von Schwabs polyphon eingesetzter Gitarre und der komplexen Rhythmik der beiden Perkussionisten. Auch Marchenas Gesangsbeiträge haben weitgehend instrumentalen Charakter. Das Werk gilt als typischer Vertreter der beginnenden Weltmusik der frühen 1980er. Die Kompositionen wurden von Schwab mit dem neuen Trio Percussion Project (Keller, Shotham) ab 1994 weitergespielt.

## Liste der Songs
Alle Kompositionen: Sigi Schwab.
1. Jogging 6:42
2. Silversand 15:05
3. Plattfuß-Flat Foot Fantasy 4:35
4. Phönix 3:50
5. Song for Stefan 8:47
6. Lotus 4:50

## Mitwirkende
- Guillermo Marchena … Percussion, Gesang
- Freddie Santiago … Percussion, Tuned Percussion
- Sigi Schwab … Gitarren, Tarang

- Zeke Lund … Toningenieur
- Klaus H. Keller … Bild und Cover Design